# Heilig-Kreuz-Kirche (Bardewisch)

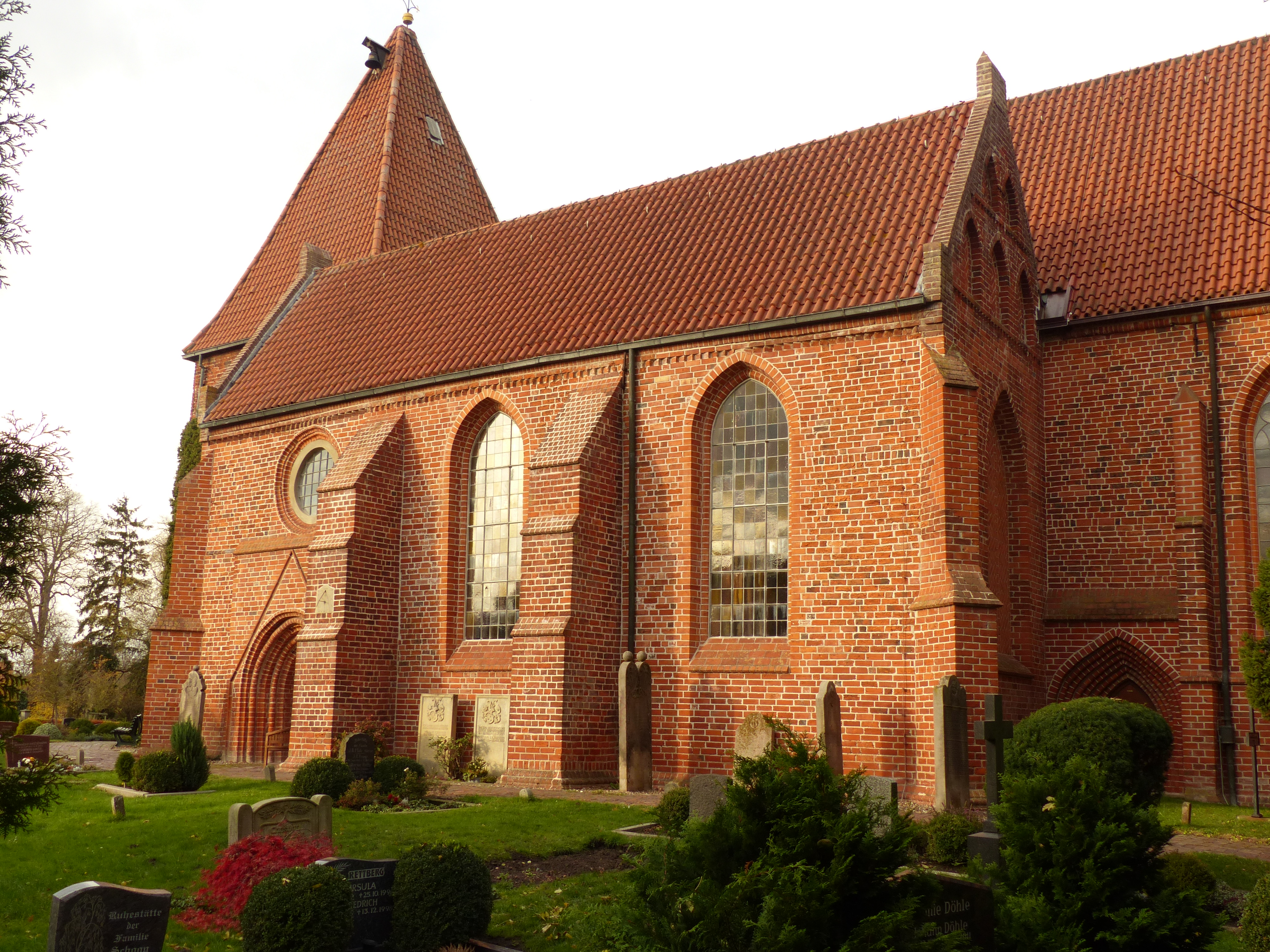
Ansicht von Südsüdosten

Die mittelalterliche Heilig-Kreuz-Kirche ist das Gotteshaus der evangelisch-lutherischen Kirchengemeinde in Bardewisch, Gemeinde Lemwerder, Kreis Wesermarsch. Die Kirchengemeinde gehört zum Kirchenkreis Wesermarsch der Ev.-Luth. Kirche in Oldenburg.

## Frühe Geschichte
Eine Kirche in Bardewisch wurde erstmals 1245 erwähnt, ebenso 1324 ein zugehöriger Friedhof. Ein Heilig-Kreuz-Patrozinium ist ebenfalls erst im 14. Jahrhundert nachweisbar. Die Kirche gehörte zum Sendgericht in Berne, der Bremer Dompropst übte die Gerichtsbarkeit aus.

## Architektur
Der heutige Kirchenbau wurde in der ersten Hälfte des 14. Jahrhunderts nach einem Bauplan nach westfälischen Vorbildern als dreischiffige Hallenkirche aus Backstein errichtet. Dem fast quadratischen, dreijochigen, von neun Kreuzrippengewölben überfangenen Langhaus ist unter Verzicht auf ein Querhaus ein polygonal geschlossener Chor und ein gedrungener Westturm angeschlossen. Ihre Deckung des Mittelschiffs und der Seitenschiffe mit je einem Längsdach ist in Deutschland selten, in Flandern und den Niederlanden üblich.
Beide Seitenschiffe haben konvex gekrümmte Außenwände. Ähnlich gekrümmte Außenwände haben mehrere Kirchen in Ostfriesland, am auffälligsten die romanogotische Eilsumer Kirche.
Die beiden Seitenportale im westlichen Joch, je eines auf der Nord- und Südseite, waren ursprünglich von gotischen Wimpergen bekrönt. Darüber jeweils ein Rundfenster. Die übrigen Fenster wurden nachgotisch verändert. Was äußerlich wie ein zweites Südportal am westlichen Chorjoch erscheint, bietet keinen Zugang in den Kirchenraum.

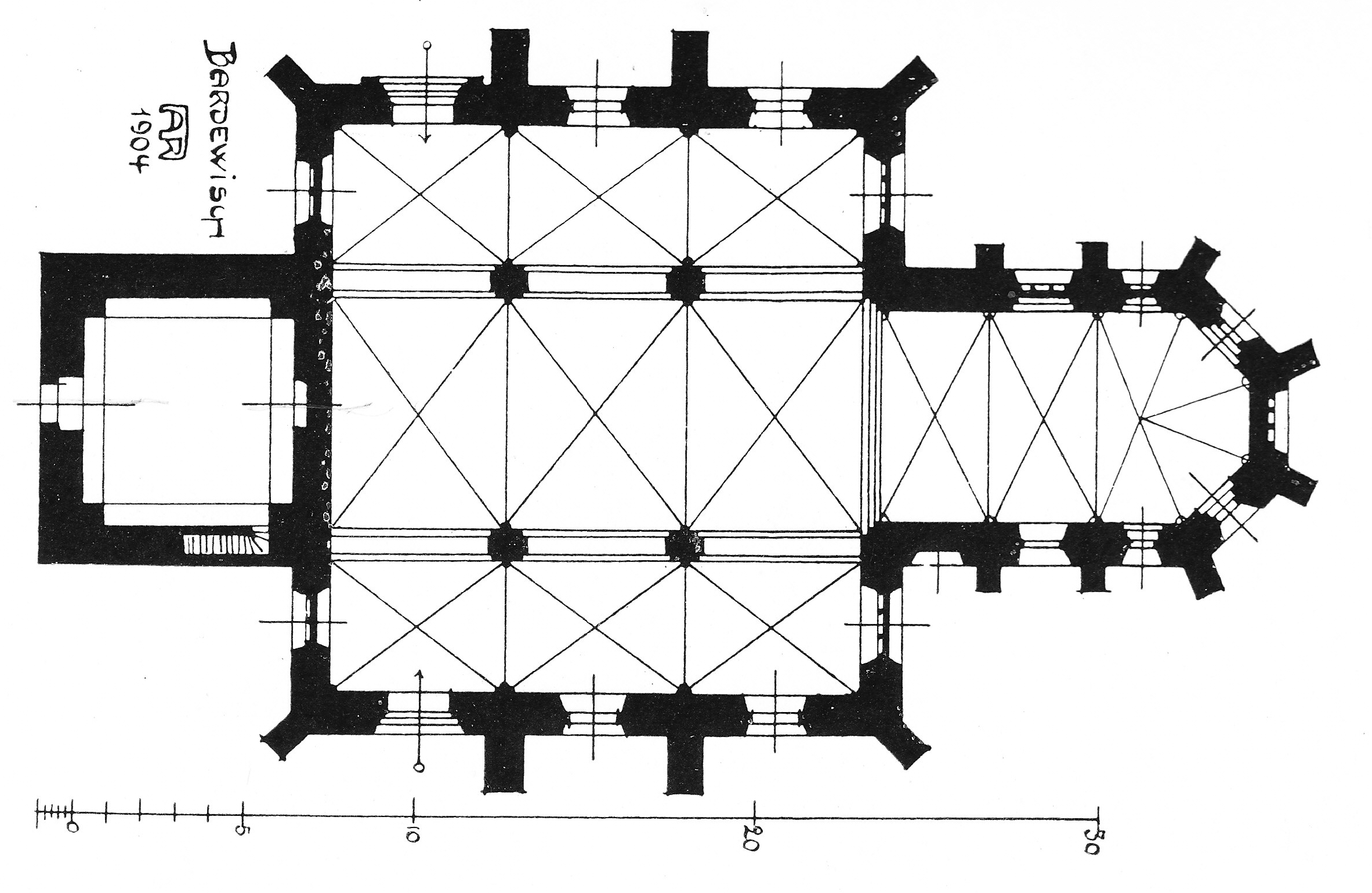
Grundriss
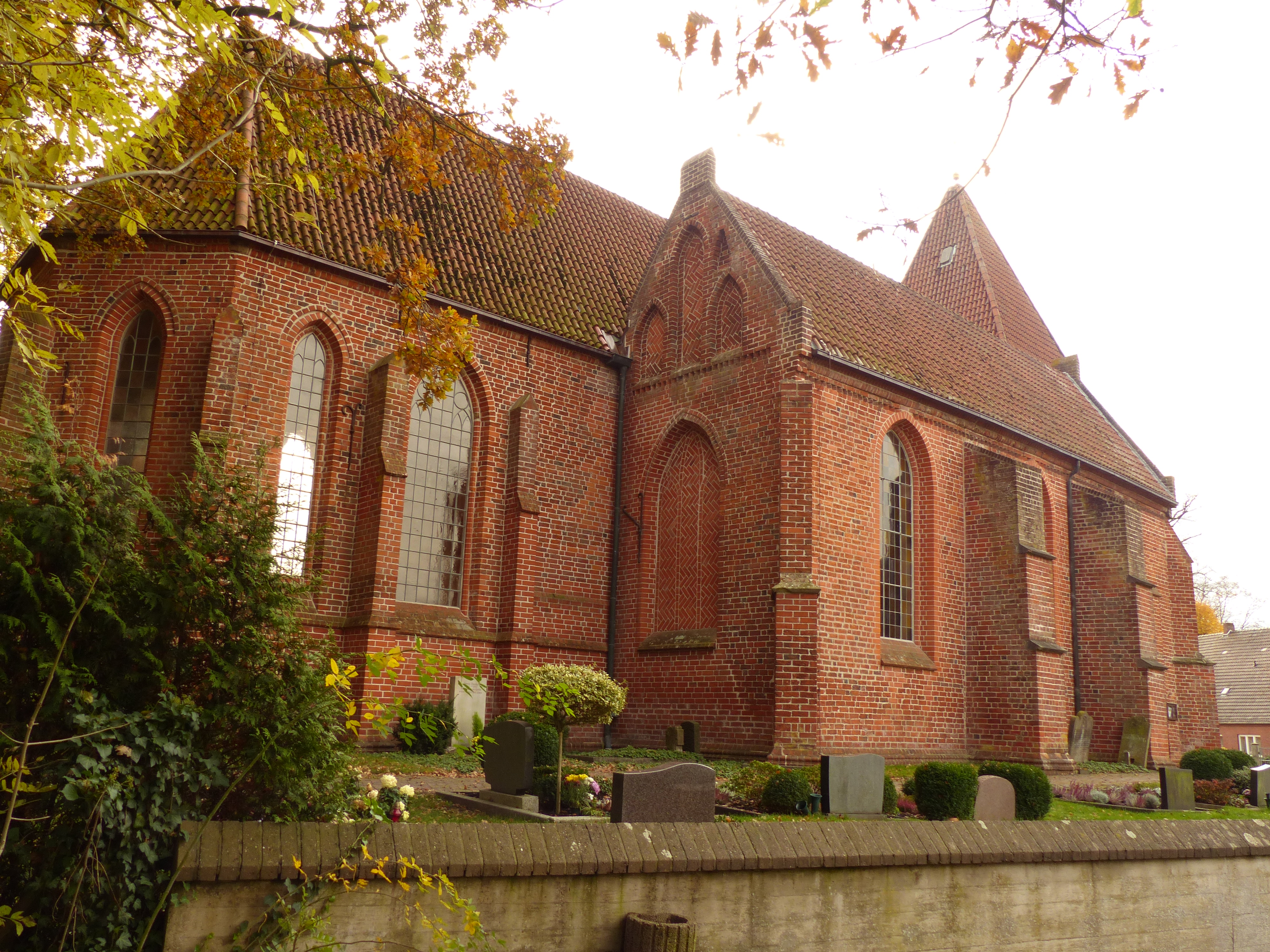
Chor und nördliches Seitenschiff von Nordosten
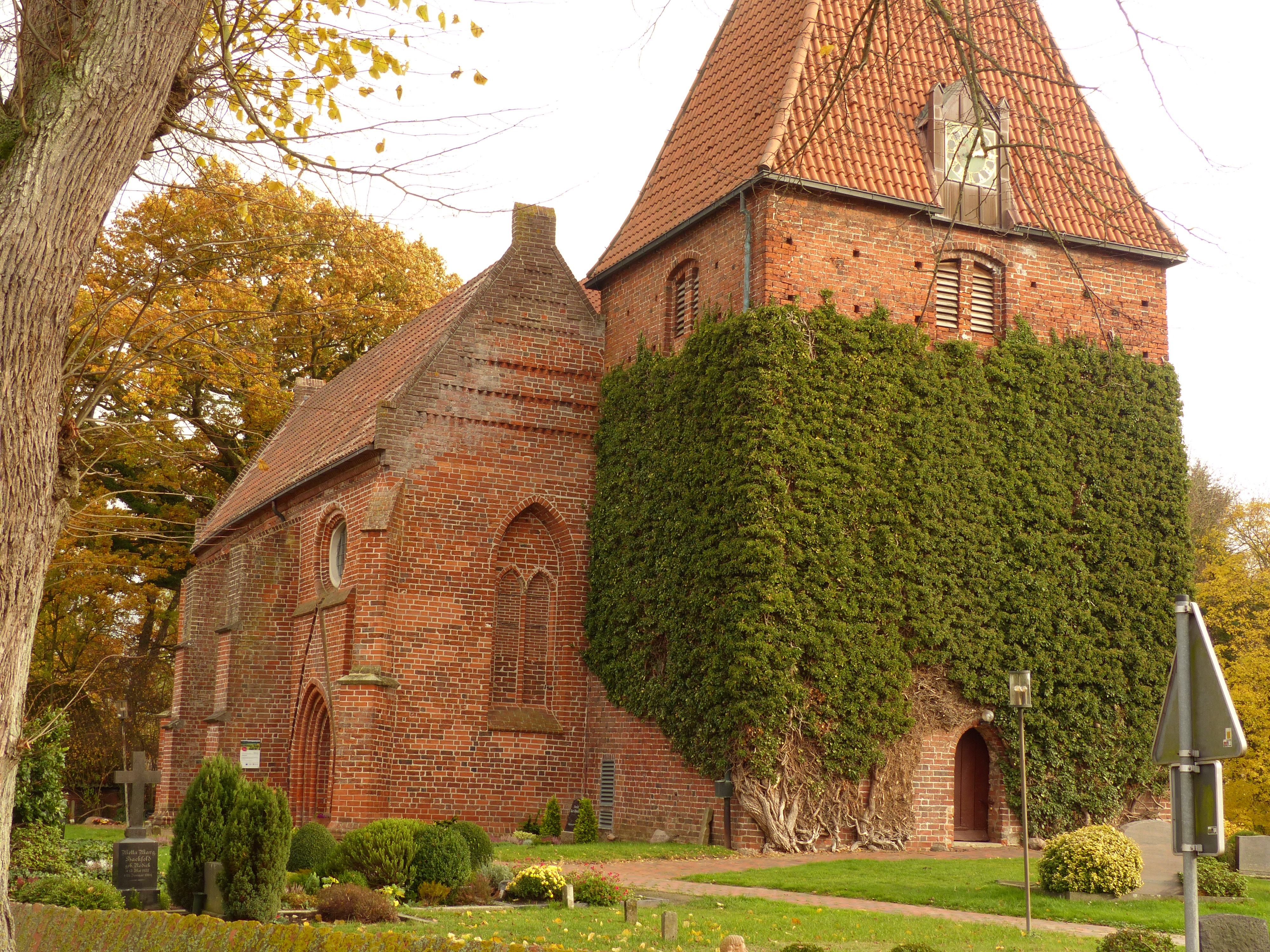
Turm und nördliches Seitenschiff von Westen

## Innenraum

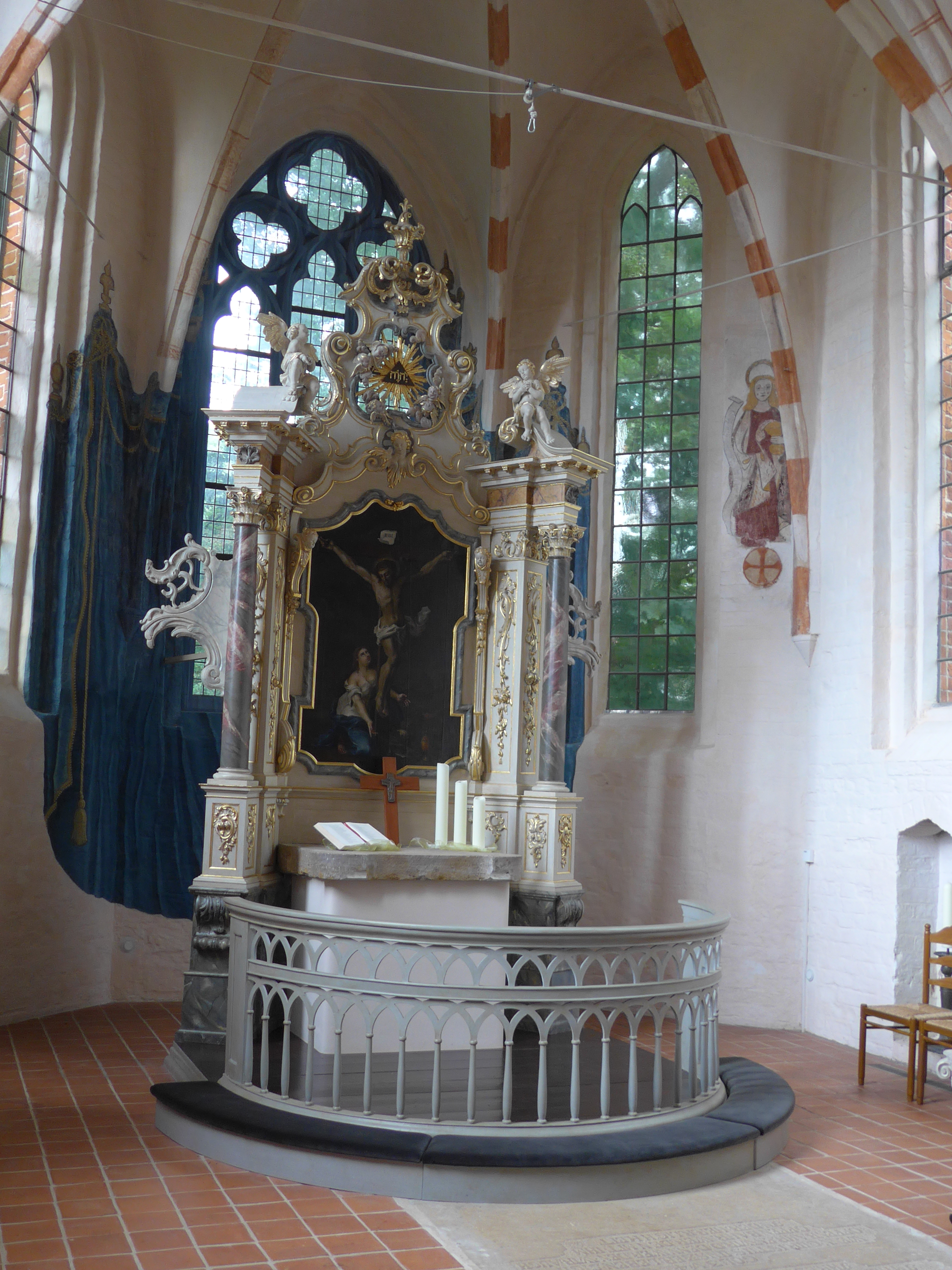
Rokoko-Altar von 1764 des Bremer Bildhauers Johann Krussbecker

In Langhaus sitzen alle Kämpfer auf gleicher Höhe, doch haben die Gewölbe der Seitenschiffe niedrigere Scheitel. Kapitelle und Konsolen sind aus Backstein geformt und zum Teil als Köpfe ausgebildet.
Die spätgotischen Wandmalereien aus der Zeit um 1500 (unter anderen der Hl. Christophorus) sind zum Teil stark übermalt. Das Altarretabel aus der Rokokozeit  wurde 1764 bei dem Bremer Bildhauer Johan Krußbecker bestellt, es enthält ein Gemälde der büßenden Magdalena. Die Taufschale wird von einem Engel gehalten (2. Hälfte des 17. Jahrhunderts). Die Gemälde mit Szenen aus dem Leben Jesu an der Orgelempore im Westen wurden 1725 gemalt, Kanzel und Altarschranke stammen aus der frühen Neugotik, Mitte 19. Jahrhundert.
Von August 2016 bis September 2017 fand eine umfangreiche Renovierung statt. Am 1. Advent 2017 wurde die Kirche durch den Oldenburger Bischof Jan Janssen wiedereröffnet.

## Glocken
Die große Glockenstube ohne Zwischenboden zur Turmspitze beherbergt eine Glockenbühne, auf der ein eiserner Glockenstuhl steht.
- Kirchspielglocke, fis', 1794 von Johann Philipp Bartels in Bremen gegossen, 107 cm Durchmesser.
- Kreuzglocke, h', 1970 von Friedrich Wilhelm Schilling, Heidelberg.

Außerdem gibt es eine Uhrglocke an der Turmspitze außen.

## Orgel

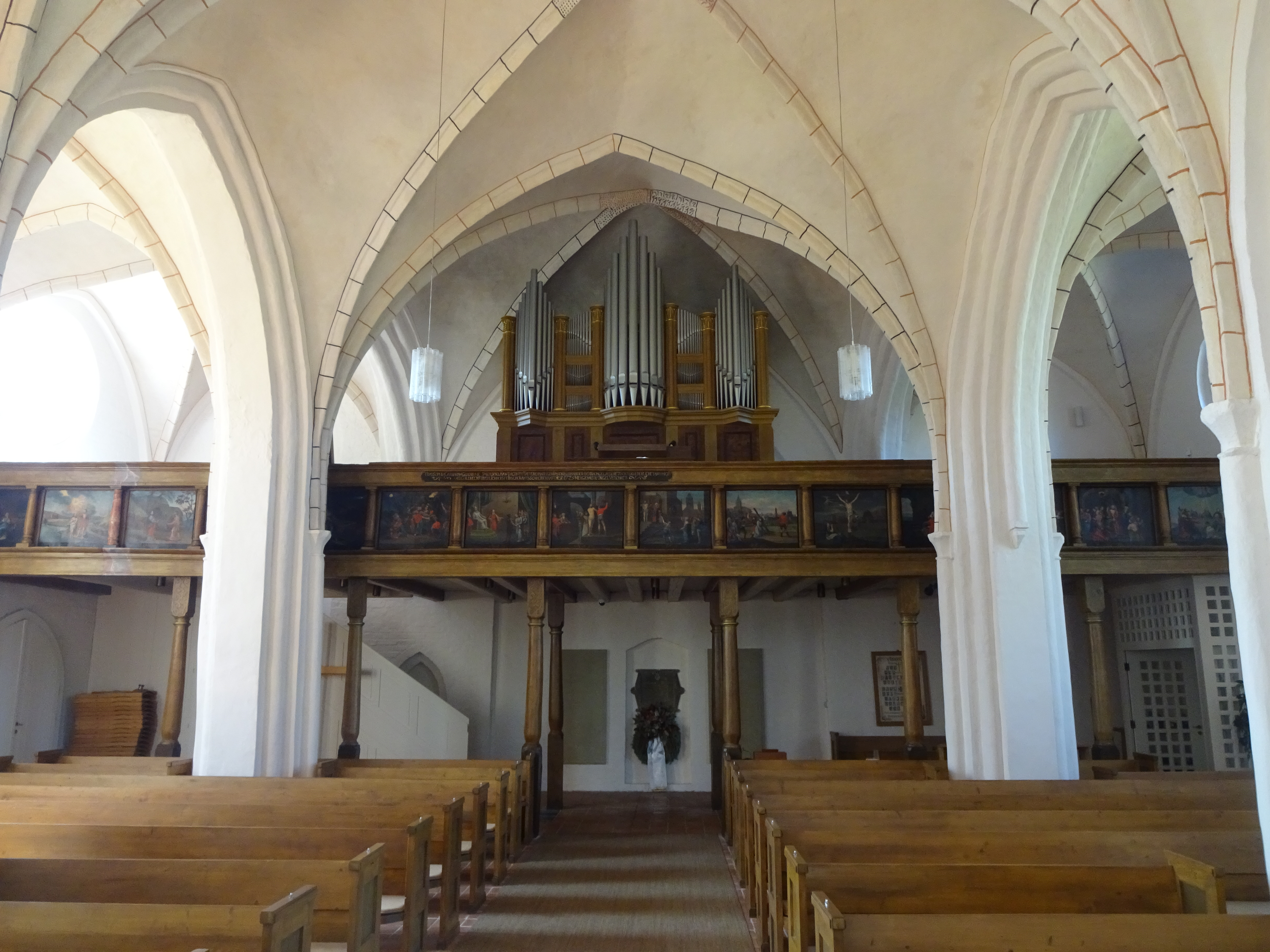
Westwand mit Orgel

Die Orgel wurde 1859 vom oldenburgischen Orgelbauer Johann Claussen Schmid erbaut. 1957 erfolgte ein Umbau durch Gustav Brönstrup. Sie umfasst 14 Register auf zwei Manualen und Pedal. Hervorzuheben ist im Oberwerk die an Drehorgelklänge erinnernde Doppelflöte. Sechs Register sind ganz und drei teilweise original erhalten.
| I Hauptwerk C–f3 |                |    |     |
| 1.               | Principal      | 8′ | S/B |
| 2.               | Gedackt        | 8′ | S   |
| 3.               | Oktave         | 4′ | S   |
| 4.               | Rohrflöte      | 4′ | B   |
| 5.               | Waldflöte      | 2′ | B   |
| 6.               | Sesquialter II |    | B   |
| 7.               | Mixtur IV      | 1′ | B   |
| 8.               | Oboe           | 8′ | B   |

| II Oberwerk C–f3 |             |    |     |
| 9.               | Quintade    | 8′ | S/B |
| 10.              | Doppelflöte | 4′ | S   |
| 11.              | Oktave      | 2′ | S   |

| Pedal C–d1 |            |     |                          |
| 12.        | Subbass    | 16′ | S                        |
| 13.        | Pommer     | 8′  | S (ehemals Gedacktflöte) |
| 14.        | Choralbass | 4′  | S/B                      |

- Koppeln: II/I, I/P

Anmerkungen
S = Johann Claussen Schmid 1859
B = Gustav Brönstrup 1957